# The Shield (lucha libre)
The Shield (en español «El Escudo») era un stable de lucha libre profesional en la WWE que consistía en Dean Ambrose, Roman Reigns y Seth Rollins. Sus personajes originales eran mercenarios de CM Punk; sin embargo, rápidamente se convirtieron en los principales nombres de los eventos principales de la marca Raw.
El grupo debutó como Stable Heel el 18 de noviembre de 2012 en el pago por visión Survivor Series y lucharon su primera lucha en el evento TLC: Tables, Ladders & Chairs de ese año. The Shield era una fuerza dominante en luchas de equipos de seis hombres, en un momento dado teniendo una racha invicta de diciembre de 2012 a mayo de 2013, durante la cual anotaron una victoria en WrestleMania 29 y derrotaron a equipos conteniendo la talla de The Undertaker, Kane, Daniel Bryan, Ryback, Big Show, Randy Orton, Sheamus, Chris Jericho, John Cena y Evolution.
En mayo de 2013, los tres miembros de The Shield ganaron campeonatos en el pago por visión Extreme Rules, con Ambrose ganando el Campeonato de los Estados Unidos mientras Rollins y Reigns capturaron el Campeonato en Parejas de la WWE. Rollins y Reigns fueron Campeones en Parejas hasta octubre de 2013 y Ambrose fue Campeón de los Estados Unidos hasta mayo de 2014, que fue un reinado récord para la versión del campeonato en la WWE y el 20 de agosto de 2017 en su regreso Ambrose y Rollins ganaron los campeonatos por parejas de Raw. Como miembro de The Shield, Reigns ganó prominencia estableciendo o igualando récords en Survivor Series y Royal Rumble.
En el año 2014, The Shield registró victorias sobre The Wyatt Family y Evolution en luchas de equipos, así como una victoria en WrestleMania XXX. En diferentes momentos de su historia, The Shield trabajó para CM Punk y The Authority, pasando más tarde a enfrentarse a sus antiguos empleadores en feudos separados. Lucharon en el evento principal de numerosos Raw y SmackDown en televisión y encabezaron un pago por visión Payback, que fue su última lucha como un trío.
Rollins dejó el grupo el 2 de junio de 2014, cuando atacó a Ambrose y Reigns y se alió con The Authority. Ambrose y Reigns tomaron caminos separados como luchadores individuales el 16 de junio de 2014, marcando el final de The Shield. Es considerado uno de los stables más dominantes en la historia de WWE. Al final de 2014, el escritor del Pro Wrestling Torch Shawn Valentino llamó a The Shield un «dragón de tres cabezas» y la séptima gran historia de la WWE del año. Escribió que The Shield «fue uno de los mejores actos de lucha libre en los últimos años, y la mayoría de los aficionados creyeron que habían roto prematuramente [...] Dicho esto, cada miembro de The Shield ha dejado su huella, y todos parecen que van a ser grandes estrellas en el futuro».
A finales de 2017, The Shield permaneció inactivo debido a una lesión de Ambrose, las defensas titulares de Reigns por el Campeonato Intercontinental y Seth Rollins como Campeón en Parejas con Jason Jordan.
El grupo volvió a reunirse el 21 de agosto de 2018, en el episodio de RAW después de SummerSlam atacando a Braun Strowman, para evitar que Braun canjeara su maletín después de la pelea entre Roman Reigns y Finn Bálor por el Campeonato Universal de la WWE. Es considerado el stable más dominante en la historia de la compañía.
Finalmente el stable dio su última aparición el 21 de abril de 2019 en el evento “The Shield’s Final Chapter” enfrentando a Bobby Lashley, Baron Corbin & Drew McIntyre resultando como ganadores a los del grupo de “The Shield”.

## Concepto
Desde el principio de su existencia, The Shield declaró que su intención era luchar contra lo que percibían como «injusticia» en la WWE. Fueron conocidos por sus atuendos de color negro (notablemente sus chalecos de protección), su tendencia a acercarse al ring a través de la audiencia en vivo, y sus promos, que eran grabadas desde una perspectiva de primera persona usando una cámara de vídeo portátil. Fueron descritos como «un grupo que poseía excelente trabajo en equipo y una disposición a sacrificarse por el bien del equipo», y que a menudo lograba victorias aplastando a sus oponentes con superioridad numérica después de incapacitar a sus compañeros de equipo. Apodados como «hounds of justice» («sabuesos de la justicia»), The Shield a menudo se refería a la WWE como su «patio» durante discursos.
Además de la estética del equipo, los tres miembros tenían caracteres y roles únicos dentro del grupo:
- Dean Ambrose fue descrito como el «portavoz de facto» de The Shield durante sus discursos.[19] WWE también describió el carácter de Ambrose como «fuera de sí» y «salvaje», con la implicación de que era un «alborotador».[8] El estilo de lucha de Ambrose se centraba en el hardcore.
- Seth Rollins fue descrito como teniendo un estilo en el ring «caótico».[8] A mediados de 2013, el carácter de Rollins fue descrito como «franco» y «excitable» y como alguien que «haría locuras» por la causa de The Shield.[20] En el año 2014, Rollins ganó los apodos de «aerialista» y «arquitecto» de The Shield y se presentó como el estratega del grupo.[21][22][23] Tras varias luchas, Rollins fue identificado bajo el estilo highflyer.
- Roman Reigns fue establecido por la WWE como el «powerhouse» y el «peso pesado» de The Shield.[8] Era el menos locuaz de los miembros de The Shield.[24] A mediados de 2013, el carácter de Reigns fue ajustado para ser extremadamente confiado y una fuente de liderazgo con «fuerza tranquila».[20]

A su separación y posterior reunión, los tres miembros lograron ganar el Campeonato Mundial Peso Pesado de la WWE, el Campeonato de los Estados Unidos, el Campeonato en Parejas y el Campeonato Intercontinental. Además de esto, Roman Reigns fue el primero en ganar todos los títulos de WWE, al ganar el Campeonato Universal de la WWE en SummerSlam, y Seth Rollins fue el primero en ganar todos los logros de WWE, al ganar el Royal Rumble de 2019.

## Historia

### WWE (2012-2014, 2017, 2018-2019)

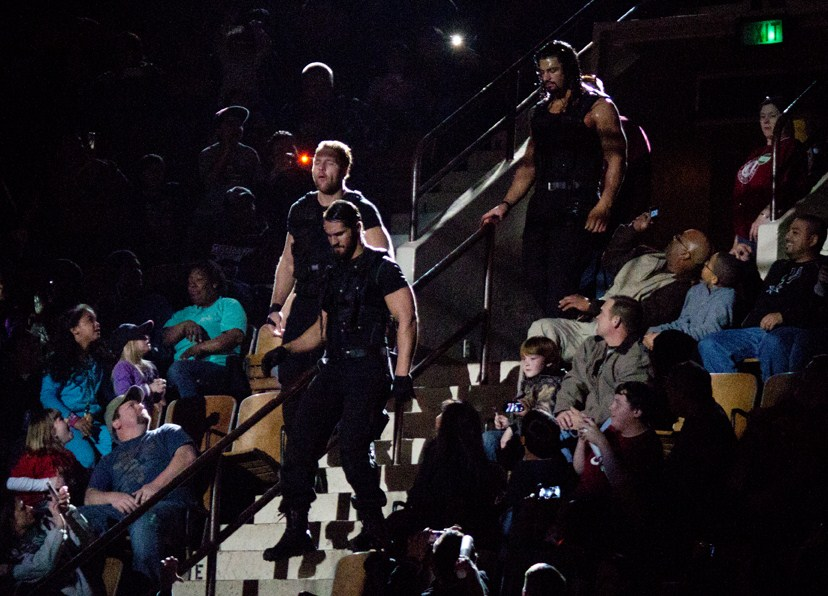
The Shield haciendo su entrada por las escaleras de la arena.

El grupo debutó el 18 de noviembre de 2012 en el pago por visión Survivor Series, cuando los debutantes Ambrose, Rollins y Reigns interfirieron en el evento principal, un Triple Threat Match entre CM Punk, John Cena y Ryback por el Campeonato de la WWE. Ellos le aplicaron un «Powerbomb» a Ryback a través de la mesa de los anunciadores, permitiéndole a Punk cubrir a Cena para ganar la lucha y retener su título. La noche siguiente en Raw se dieron a conocer como «The Shield» («El Escudo») y juraron luchar contra la injusticia. A pesar de afirmar que no estaban trabajando para CM Punk o Paul Heyman, durante las siguientes semanas, en tanto Raw y SmackDown, ellos rutinariamente salían de la multitud para atacar a los adversarios de Punk como Ryback, The Miz y los Campeones en Parejas de la WWE Team Hell No (Kane & Daniel Bryan). También atacaron a Randy Orton después de que derrotó a Brad Maddox; Maddox fue el árbitro que ayudó a Punk a derrotar a Ryback durante su Hell in a Cell Match por el Campeonato de la WWE en Hell in a Cell. Esto condujo a su lucha debut en el pago por visión TLC: Tables, Ladders & Chairs, donde enfrentaron a Ryback y a Team Hell No en un Tables, Ladders & Chairs Match y emergieron victoriosos.
Después de TLC, a pesar de continuar atacando a adversarios de Punk y Maddox como Ric Flair, Brodus Clay y Sheamus, The Shield pronto amplió sus emboscadas a otros luchadores, como Mick Foley, Tommy Dreamer y Ricardo Rodríguez. Los ataques de The Shield también fueron utilizados para sacar a luchadores de televisión a través de lesiones en kayfabe, como Randy Orton y Sin Cara, que ya sufrían de lesiones legítimas.
Durante el episodio del 2 de enero de 2013 de NXT, que fue grabado el 6 de diciembre de 2012, The Shield hizo su primera aparición en NXT, aunque Rollins y Reigns ya habían luchado allí antes y Rollins era el inaugural Campeón de NXT. Rollins defendió su título contra Corey Graves; cuando Graves estaba a punto de ganar la lucha, Ambrose y Reigns lo atacaron para causar una descalificación para que Rollins retuviera su título. The Shield luego eludió al plantel de NXT pero se retiraron cuando apareció Big E Langston. En el episodio del 9 de enero de NXT grabado en la misma fecha que el episodio anterior, Rollins enfrentó a Langston en una lucha sin descalificación por el título. El plantel de NXT neutralizó a los otros miembros de The Shield y Langston derrotó a Rollins para ganar el título.

#### 2013
El 7 de enero en Raw, The Shield una vez más ayudó a CM Punk atacando a Ryback durante su Tables, Ladders & Chairs Match por el Campeonato de la WWE, que resultó en Punk reteniendo su título. El 21 de enero, durante el último Raw antes de Royal Rumble 2013, The Shield atacó a The Rock, quien era el retador al título de CM Punk en el evento, resultando en que Vince McMahon declarara que si interferían en el combate por el título, Punk sería despojado del título. Cuatro días más tarde en SmackDown, Punk negó una alianza con The Shield antes de llamarlos e informarles que no quería que interfirieran en su próxima lucha por el título. Sin embargo, durante el combate por el título de Punk en Royal Rumble, se produjo un apagón y The Rock fue atacado por The Shield en la oscuridad y cuando las luces regresaron The Rock había sido arrojado sobre la mesa de los anunciadores, llevando a Punk a cubrir a The Rock y retener su título. La lucha fue luego reiniciada por McMahon ya que The Rock pidió reiniciar la lucha, la cual finalmente The Rock ganó. La noche siguiente en Raw, fue revelado a través de un video que el mánager de Punk, Paul Heyman, había estado pagando a The Shield y a Brad Maddox para que trabajaran para él todo el tiempo.

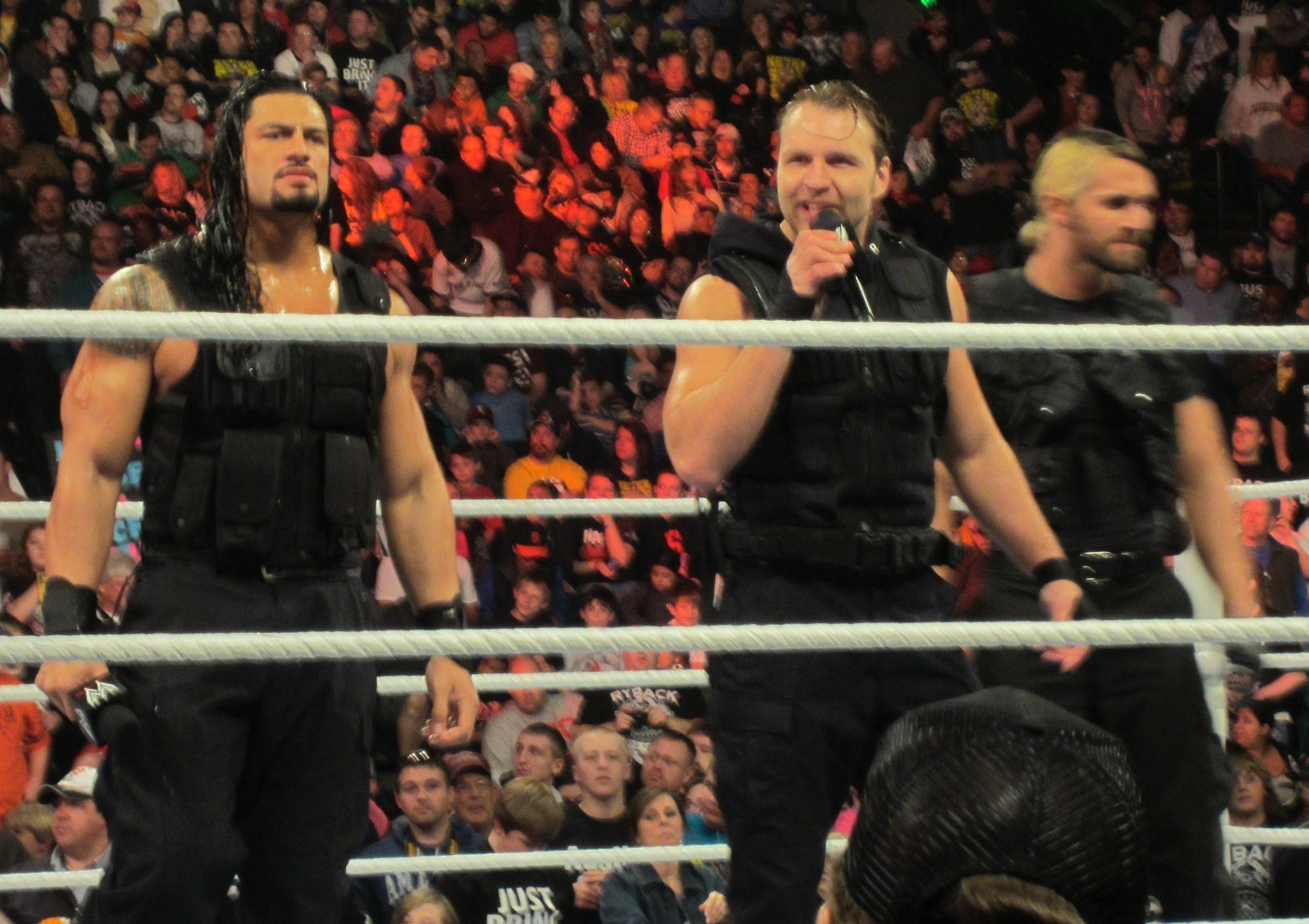
The Shield se dirige a la multitud en Raw en febrero de 2013.

También en el episodio del 28 de enero de 2013 de Raw, The Shield atacó a John Cena; Sheamus y Ryback también fueron atacados cuando intentaron salvar a Cena. La semana siguiente en Raw, mientras llamaba a The Shield, Maddox reveló que él era quien le había dado a McMahon el video mostrando que estaban trabajando para Heyman. The Shield entonces atacó a Maddox, pero fueron obligados a retirarse debido a un ataque de Cena, Ryback, y Sheamus. The Shield justificó sus ataques debido a una «década de injusticia» causada por Cena al crear un ambiente donde ningún luchador enfrentaría las consecuencias de sus actos, y cuya mentalidad sentían que se había extendido a otros luchadores como Ryback y Sheamus. Esto creó una lucha de equipos de seis hombres el 17 de febrero en Elimination Chamber, que ganó The Shield. The Shield tuvo su primera lucha en Raw la noche siguiente, cuando derrotaron al equipo de Ryback, Sheamus y Chris Jericho.
Sheamus luego formó una alianza con Randy Orton para luchar contra The Shield. El 1 de marzo en SmackDown, mientras atacaban a Orton durante su lucha con Big Show, The Shield inadvertidamente provocó a Show a atacarlos; The Shield así empezó un feudo con Show también. El 11 de marzo en Raw, la primera lucha individual de The Shield se produjo cuando Rollins se enfrentó a Show; Show ganó por descalificación cuando Ambrose y Reigns interfirieron y lo atacaron. A pesar de ayudar dos veces a Orton y Sheamus para defenderse de The Shield, Show en ambas ocasiones atacó al dúo inmediatamente después. The Shield entonces desafió a Orton y Sheamus para encontrar a un compañero y tener una lucha con ellos en WrestleMania 29. Show se ofreció, pero Orton y Sheamus eligieron Ryback como su compañero. Mientras tanto, una distracción de Mark Henry a Ryback resultó en The Shield llevando a cabo un exitoso ataque sobre Ryback, resultando en Ryback siendo insertado en un combate en WrestleMania contra Henry. Sin un compañero, Orton y Sheamus finalmente aceptaron la oferta de Show para enfrentar al enemigo en común a pesar de su desconfianza en él. El 7 de abril en WrestleMania 29, The Shield aprovechó la inabilidad de sus adversarios de trabajar juntos para ganar en su debut en WrestleMania.

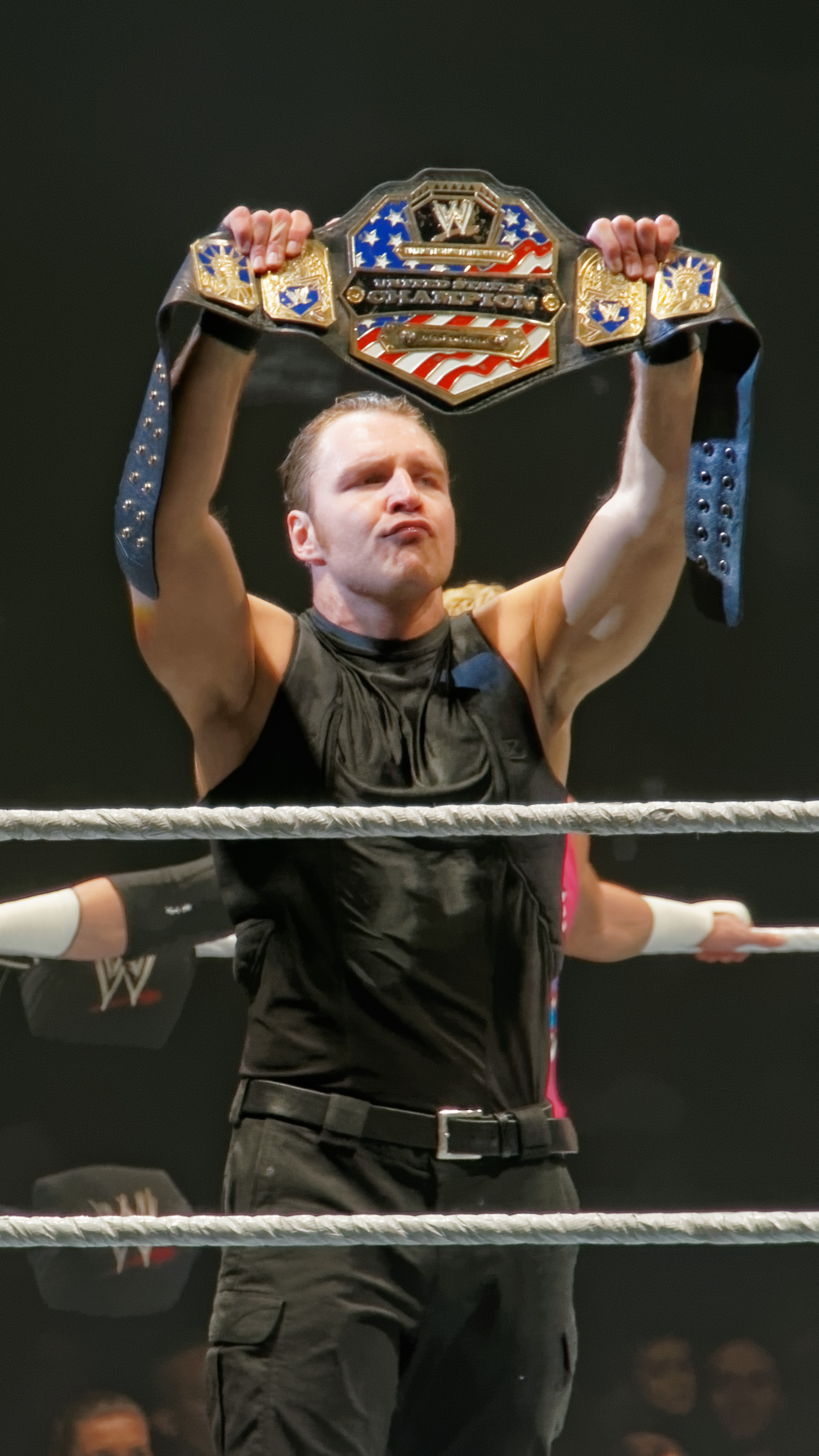
Dean Ambrose se convirtió en el Campeón de los Estados Unidos con el tercer reinado más largo en la historia del título, con 351 días.

La noche siguiente, en el episodio del 8 de abril de Raw, el grupo intentó atacar a The Undertaker, pero finalmente fueron obligados a retirarse por Team Hell No. El 22 de abril en Raw, The Shield enfrentó y derrotó a The Undertaker, Kane y Bryan. Cuatro días más tarde en SmackDown, Ambrose hizo su debut individual contra The Undertaker, pero perdió vía sumisión; después del combate, The Shield atacó a The Undertaker y le aplicaron un «Triple Powerbomb» a través de la mesa de los anunciadores. Tres días después en Raw, The Shield derrotó a Team Hell No y al Campeón de la WWE John Cena en una lucha de equipos de seis hombres con Reigns cubriendo a Cena para la victoria. Ambrose entonces comenzó un feudo con el Campeón de los Estados Unidos de la WWE Kofi Kingston después de cubrirlo en una lucha de equipos de seis hombres en la que también participaron The Usos. El 13 de mayo en Raw, la racha invicta de The Shield en luchas de equipos de seis hombres terminó en una derrota por descalificación en una lucha de eliminación contra Cena, Kane y Bryan. Con Kane y Bryan eliminados, Cena cubrió a Rollins y luego Reigns fue descalificado. Ambrose fue descalificado cuando Rollins y Reigns atacaron a Cena.

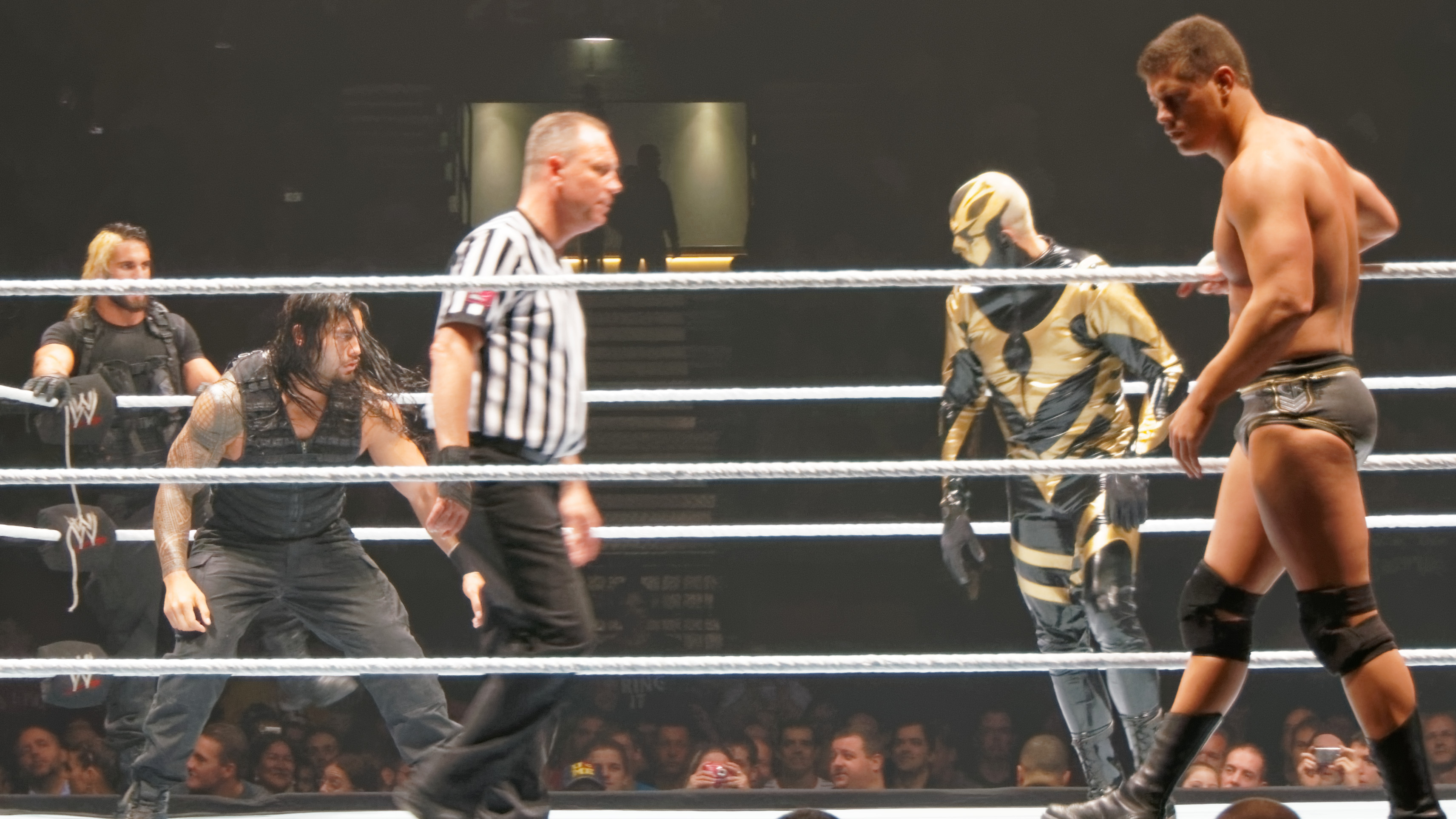
Rollins y Reigns perdieron sus Campeonatos en Parejas ante Cody Rhodes (extremo derecho) y Goldust (derecha)

El 19 de mayo en Extreme Rules, Ambrose derrotó a Kofi Kingston para convertirse en el nuevo Campeón de los Estados Unidos. Más tarde esa noche, Rollins y Reigns derrotaron a Team Hell No para convertirse en los Campeones en Parejas de la WWE. Ambrose enfrentó a Kingston el 24 de mayo en SmackDown en una revancha por el título y retuvo cuando Reigns y Rollins interfirieron causando una descalificación. Ambrose derrotó a Kingston en otra revancha por el título tres días más tarde en Raw. Esa misma noche, Rollins y Reigns retuvieron sus títulos en parejas en una revancha por el título contra Team Hell No. El 14 de junio en SmackDown, la racha sin cuentas de tres ni rendiciones de The Shield en luchas de equipos de seis hombres televisadas llegó a su fin a manos de Team Hell No y Randy Orton, cuando Daniel Bryan forzó a Rollins a rendirse. Tres días después en WWE Payback, Ambrose derrotó a Kane por cuenta fuera para retener el Campeonato de los Estados Unidos mientras Rollins y Reigns derrotaron a Bryan y Orton para retener sus Campeonatos en Parejas. La noche siguiente en Raw, Ambrose tuvo una revancha por el título contra Kane y retuvo una vez más después de que Rollins y Reigns interfirieran y Ambrose fuera descalificado.

Después de que The Shield atacó a Christian y The Usos se convirtieron en los aspirantes número uno a los Campeonatos en Parejas de la WWE, The Shield fueron derrotados por ellos en una lucha de equipos de seis hombres el 28 de junio en SmackDown. El 14 de julio, durante el pre-show de Money in the Bank, Rollins y Reigns derrotaron a The Usos para retener el Campeonato en Parejas de la WWE. Más adelante en el pago por visión, interferirían en el World Heavyweight Championship Money in the Bank Ladder Match, pero The Usos atacaron a su vez a Rollins y Reigns y Ambrose no logró ganar la lucha. The Shield entonces comenzó un feudo con Mark Henry, derrotando a Henry y a The Usos en dos luchas de equipos de seis hombres, pero perdiendo ante el equipo de Henry, Big Show y Rob Van Dam. Ambrose retuvo su campeonato por descalificación contra Van Dam en el Kick-Off de SummerSlam. 
La noche siguiente, en el episodio del 19 de agosto de Raw, The Shield comenzó a trabajar para el Jefe de operaciones Triple H. Ellos ayudaron al Campeón de la WWE y «cara de la WWE» Randy Orton contra su contendiente número uno, Daniel Bryan, mientras también atacaban a luchadores como Big Show y Dolph Ziggler por hablar contra el régimen de Triple H. En Night of Champions, The Shield disfrutó de defensas exitosas de sus títulos cuando Ambrose derrotó a Ziggler mientras Rollins y Reigns derrotaron a The Prime Time Players. En Battleground, el recientemente despedido Cody Rhodes y Goldust ganaron sus puestos de trabajo de vuelta al vencer a Rollins y Reigns en un combate no titular. En el episodio del 14 de octubre de Raw, volvieron a enfrentarse ambos equipos, esta vez con los títulos en juego. Tras la interferencia de Big Show, The Shield perdió los campeonatos a manos de los Rhodes. Dos días más tarde en Main Event, Ambrose retuvo exitosamente su título contra Dolph Ziggler. En Hell in a Cell, Rollins y Reigns perdieron un Three-way tag team match por los títulos en parejas contra los hermanos Rhodes y The Usos, mientras que Ambrose retuvo su campeonato a pesar de una derrota por cuenta fuera contra Big E Langston.
Las primeras semillas de la discordia comenzaron a sembrarse en The Shield cuando Ambrose comenzó a jactarse de ser el único miembro que quedara con un campeonato, pero de ahí en adelante Ambrose empezó a ser cubierto con frecuencia durante los combates de The Shield. El 24 de noviembre en Survivor Series, se enfrentaron junto a The Real Americans (Jack Swagger & Antonio Cesaro) a los hermanos Rhodes, Rey Misterio & The Usos en un Traditional Survivor Series Match; Ambrose fue el primer hombre eliminado, Rollins (con una eliminación) fue el cuarto hombre eliminado de su equipo y Reigns fue el único sobreviviente después de eliminar a cuatro oponentes.
A continuación, las críticas de CM Punk a Triple H le valieron un ataque de The Shield, pero Punk consiguió venganza en TLC: Tables, Ladders & Chairs cuando él superó a The Shield en un Handicap Match, capitalizando en la carencia de coordinación de The Shield después de que Ambrose recibió un «Spear» de Reigns destinado a Punk. Punk documentó en una entrevista un año más tarde cómo fue recordado constantemente de hacer lucir a Reigns «muy, muy fuerte» en la lucha en TLC a tal punto que Punk solicitó perder la lucha, lo cual fue rechazado.

#### 2014
Las burlas de Punk aumentaron la tensión entre los miembros de The Shield, y Reigns emergió como el único miembro de The Shield en derrotar a Punk en una lucha individual, aunque con interferencia de Ambrose. Los tres miembros de The Shield compitieron en el Royal Rumble 2014. En un momento dado, Ambrose intentó eliminar a Reigns, cosa que no consiguió. Al empezar a discutir con Rollins, Antonio Cesaro intentó eliminar a ambos. Reigns apareció por detrás y eliminó tanto a Cesaro como a sus dos compañeros. Reigns finalmente logró ser el último eliminado de la Rumble, al mismo tiempo estableciendo un nuevo récord por la mayor cantidad de eliminaciones conseguidas en una sola Rumble con 12; Ambrose y Rollins consiguieron tres eliminaciones cada uno, y Rollins pasó la segunda mayor cantidad de tiempo en la lucha.
En el siguiente Raw el 27 de enero de 2014, The Shield enfrentó el equipo de Daniel Bryan, Sheamus y John Cena en un 6-Man Tag-Team Match en el que el equipo ganador entraría en el Elimination Chamber Match por el Campeonato Mundial Peso Pesado de la WWE. A The Shield se les negó esa oportunidad cuando The Wyatt Family atacó a sus oponentes, causando que The Shield perdiera por descalificación. The Shield juró venganza, por lo que una lucha se estableció entre The Shield y The Wyatt Family en Elimination Chamber.
Con tanto The Shield y The Wyatt Family siendo equipos heels, WWE colocó a The Shield como el equipo al que la audiencia debía alentar en el episodio del 10 de febrero de Raw, cuando The Shield estaba dispuesto a participar en un enfrentamiento mientras The Wyatt Family se echó atrás. Mientras tanto, también en el episodio del 10 de febrero de Raw, el desafío abierto de Ambrose por su título fue respondido por Mark Henry, en el cual Ambrose sólo retuvo su título por descalificación debido a la interferencia del resto de The Shield; y Reigns continuó su tensión con Ambrose derrotando a Henry sin interferencia en el siguiente Raw.
En Elimination Chamber, The Shield perdieron ante The Wyatt Family luego de que Ambrose y Bray Wyatt pelearan entre la multitud, pero Wyatt regresara al ring sin Ambrose, lo que causó que Rollins y Reigns sean superados en número y abrumados. El 3 de marzo en Raw, The Shield perdió una revancha con The Wyatt Family cuando el pobre trabajo en equipo de The Shield condujo a Seth Rollins a abandonar a Reigns y a Ambrose durante la lucha, Rollins alegó que tenía bastante de ser el pegamento que mantenía al grupo unido.

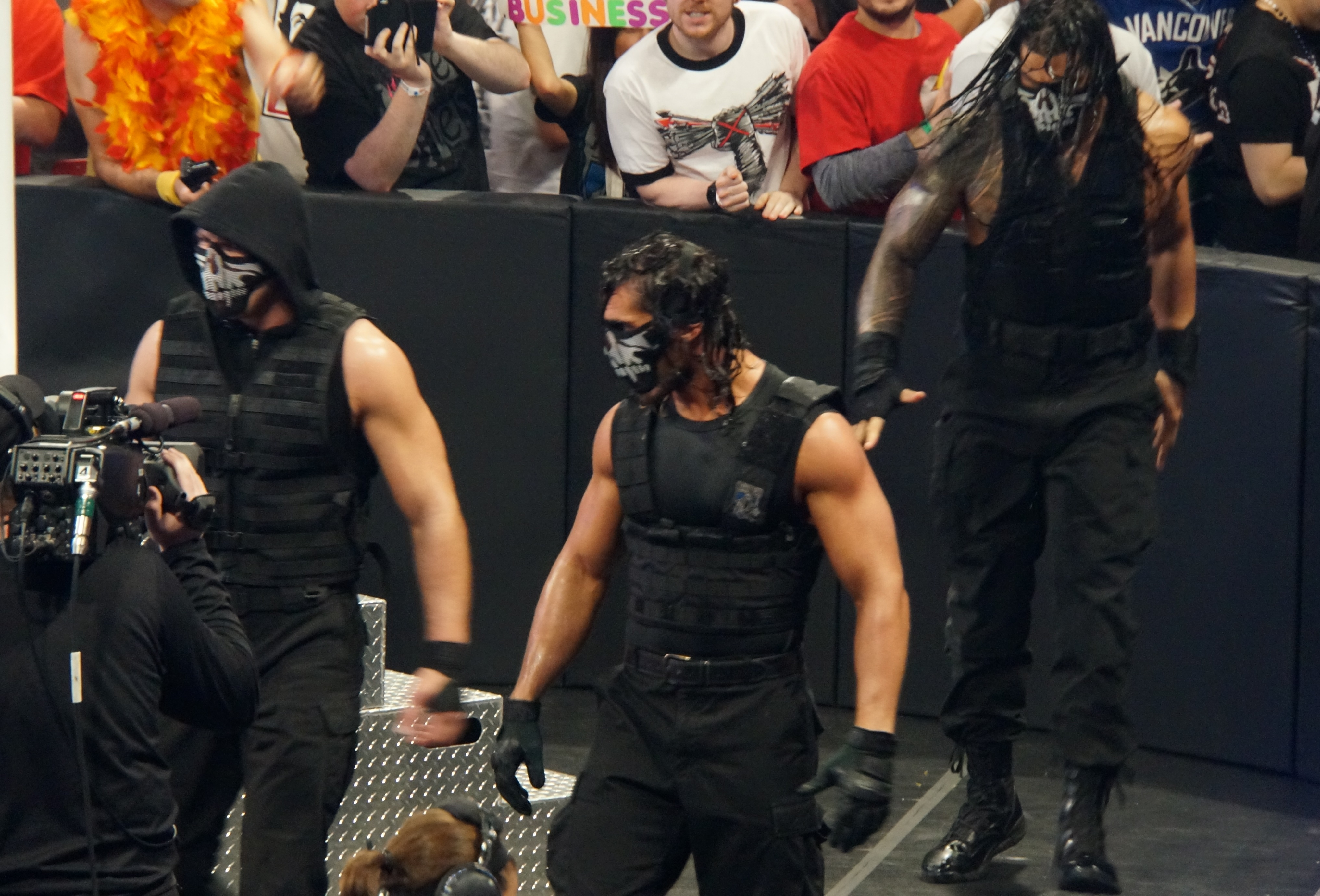
The Shield usando máscaras durante una entrada en abril de 2014.

El 7 de marzo en SmackDown, los miembros de The Shield se reunieron en el ring para aclarar las cosas en su desarmonía. Rollins dijo que sus acciones lograron el propósito de que Ambrose y Reigns finalmente se vieran cara a cara. Después de que Ambrose y Rollins se golpearan, el trío se reconcilió.
El siguiente feudo de The Shield fue contra Kane, que ahora estaba actuando como Director de Operaciones para The Authority. Kane había ordenado a The Shield atacar al comentarista Jerry Lawler en el episodio del 17 de marzo de Raw, pero The Shield atacó a Kane en su lugar, convirtiéndose los tres en faces. En represalia, Kane y The New Age Outlaws atacaron a The Shield en el episodio del 21 de marzo de SmackDown mientras el grupo ya estaba siendo atacado por RybAxel (Ryback & Curtis Axel) y The Real Americans después de un inconclusivo Fatal Four-Way Match para determinar a los contendientes por el Campeonato en Parejas de la WWE. Esto creó un combate enfrentando a The Shield contra Kane y The New Age Outlaws en WrestleMania XXX, que The Shield ganó rápida y decisivamente.
La noche siguiente, en el Raw después de WrestleMania, Kane inadvertidamente reveló que Triple H ordenó el ataque contra The Shield el mes anterior en SmackDown. Como resultado, cuando Triple H se enfrentó al Campeón Mundial Peso Pesado de la WWE Daniel Bryan en un combate por el título después de que Bryan fue atacado por Kane, Randy Orton y Batista, The Shield interrumpió el combate para rebelarse contra Triple H, persiguiéndolo a él y a los otros luchadores para proteger a Bryan. The Shield finalmente derrotó a The Wyatt Family en una lucha de equipos de seis hombres en el episodio del 8 de abril de Main Event. En el episodio del 14 de abril de Raw, después de que hubieran emboscado a Batista y Randy Orton anteriormente en la noche, The Shield fueron obligados a enfrentar a otros 11 luchadores en un 11-on-3 Handicap Match, que terminó sin resultado después la lucha descendió en una reyerta en la que los miembros de The Shield fueron superados en número y atacados por sus oponentes. Luego siguieron siendo atacados por Triple H, Orton y Batista, quienes reformaron el grupo Evolution. Obligados a luchar otro 11-on-3 Handicap Match en el episodio del 25 de abril de SmackDown, The Shield atacaron a seis de sus rivales a lo largo del programa antes del combate y derrotó a los restantes cinco en el combate. En el siguiente SmackDown, Ambrose retuvo su Campeonato de los Estados Unidos en un Fatal Four-Way Match contra Alberto Del Rio, Curtis Axel y Ryback.

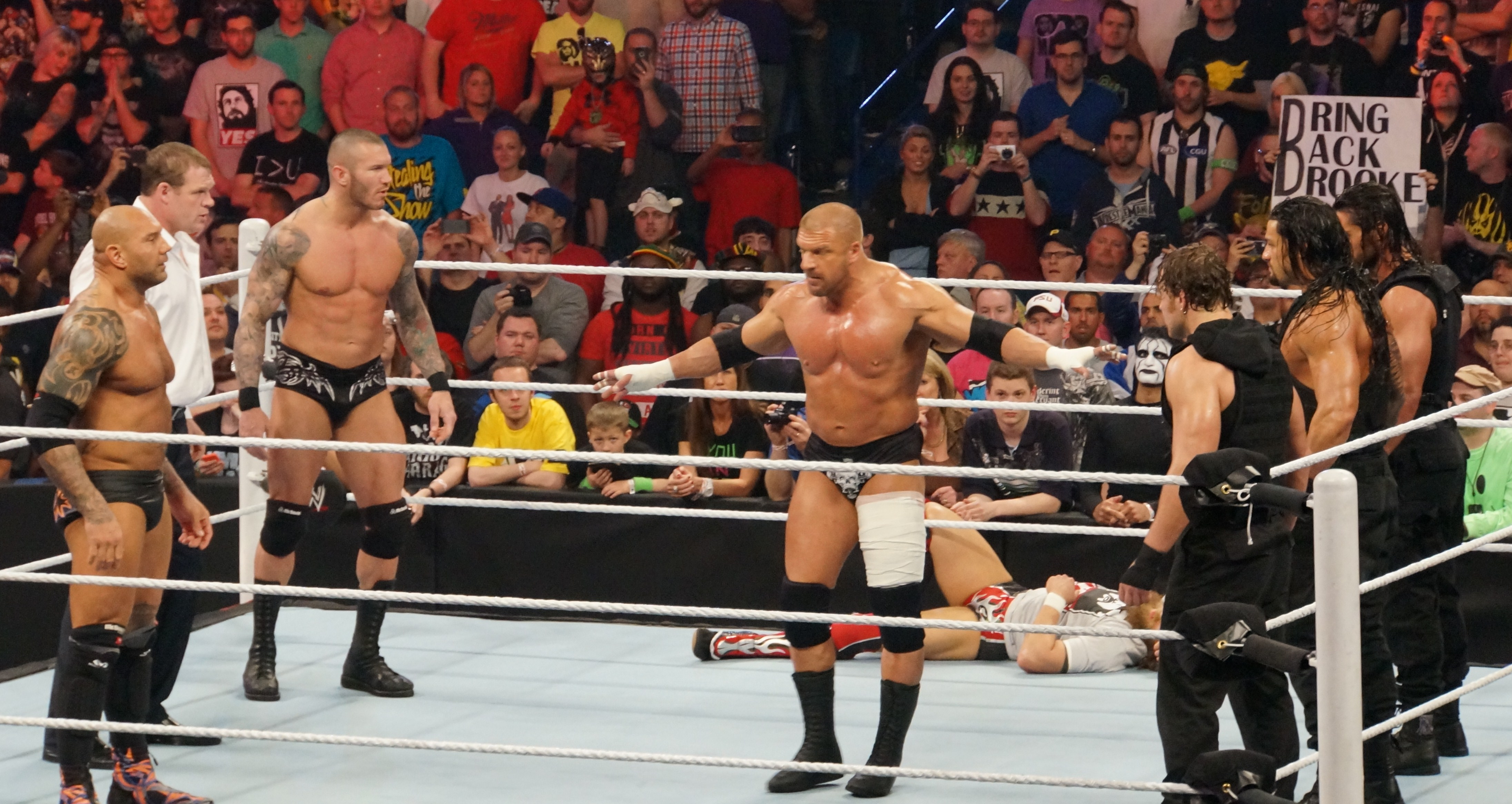
La rivalidad contra Evolution marcó la popularidad máxima de The Shield, y al mismo tiempo, su última lucha como equipo.

En el pago por visión Extreme Rules, The Shield derrotó a Evolution. La noche siguiente en Raw, Ambrose fue obligado a defender su Campeonato de los Estados Unidos contra 19 otros luchadores en una battle royal de 20 hombres. Ambrose sobrevivió hasta los dos últimos luchadores, pero fue eliminado por Sheamus, terminando el reinado récord de Ambrose con el Campeonato de los Estados Unidos en 351 días. Una revancha entre The Shield y Evolution fue pactada para Payback, con la estipulación de ser un No Holds Barred Elimination Match; The Shield de nuevo prevaleció sobre Evolution con ningún miembro de The Shield siendo eliminado.
En el Raw posterior a Payback el 2 de junio, Triple H tuvo la intención de continuar el feudo de Evolution con The Shield, pero Batista renunció a la WWE por segunda vez. Más tarde esa noche, con The Shield en el ring, el «Plan B» de Triple H para destruir a The Shield resultó ser Rollins atacando repentinamente a Ambrose y Reigns con una silla, señalando la salida oficial de Rollins del grupo y su realineamiento con The Authority. En el siguiente Raw, Rollins describió su cambio a heel como cortando una relación de negocios y que había destruido «su propia creación» para seguir sus propios intereses, mientras Ambrose y Reigns (todavía referidos como The Shield) hicieron equipo con John Cena para derrotar a The Wyatt Family.
Aunque Ambrose y Reigns no se pelearon el uno contra el otro, ellos empezaron a tomar caminos separados, con Ambrose declarando su intención de vengarse de Rollins, mientras que Reigns puso su mirada en el Campeonato Mundial Peso Pesado de la WWE. El 16 de junio en Raw, Ambrose estrenó nueva música de entrada y ya no utilizó más su atuendo de The Shield, mientras que Reigns conservó el atuendo de The Shield y ganó una versión ligeramente remezclada de la música de entrada de The Shield. Esto indicó que Ambrose y Reigns trabajaban por su propia cuenta y que The Shield se había separado silenciosamente. El 24 de junio en Main Event, Reigns confirmó que estaba por su cuenta y ya no con The Shield.

#### 2017
Durante julio y agosto, Rollins y Ambrose empezaron a tener altercados personales mientras que ambos tenían una rivalidad con Cesaro & Sheamus. El 14 de agosto en Raw, Rollins y Ambrose se agredieron mutuamente y aunque fueron atacados por Cesaro y Sheamus, finalmente hicieron las paces y sellaron su alianza. En SummerSlam, Rollins y Ambrose derrotaron a Cesaro y Sheamus, ganando el Campeonato en Parejas de Raw.
El 2 de octubre en Raw, Reigns se enfrentó a The Miz por el Campeonato Intercontinental pero Cesaro y Sheamus interfierieron a favor de The Miz. Al finalizar tras bastidores, Ambrose y Rollins aparecieron para confortar a Reigns, dando una nueva posibilidad de reorganizar al equipo. El 9 de octubre en Raw, Reigns salió para enfrentarse a The Miz (a pesar de que Miz tenía a Cesaro, Sheamus y Curtis Axel de su lado) pero Ambrose y Rollins salieron para apoyarlo. Después de sacar a Axel, Cesaro y Sheamus; los tres se unieron y le aplicaron su clásico Triple Powerbomb a The Miz. Esa misma noche, nuevamente salieron para defender a Matt Hardy del ataque de Braun Strowman, donde lo atacaron y le aplicaron su Triple Powerbomb a Strowman sobre la mesa de comentaristas, confirmando su regreso como The Shield. Posteriormente, se anunció que The Shield se enfrentaría a The Miz, Cesaro, Sheamus y Braun Strowman en un 4-on-3 Handicap Tables, Ladders & Chairs Match en TLC.
El 16 de octubre en Raw, regresaron oficialmente como The Shield pero luego fueron confrontados por Strowman, Miz, Axel, Cesaro y Sheamus. Esa misma noche, Rollins y Ambrose derrotaron a Cesaro y Sheamus, reteniendo los títulos. Posteriormente se determinó que si Reigns ganaba su lucha contra Strowman, el equipo de The Miz sería reducido a tres, excluyendo a Strowman; caso contrario, Miz podría aumentar a un luchador más a su equipo. Después, Reigns fue derrotado por Strowman en un Steel Cage Match, después de que Kane interfiriera a favor de Strowman. Como consecuencia, Miz presentó a Kane como el quinto miembro de su equipo en TLC. Días antes de esto, se anunció que Reigns no participaría en la lucha por razones médicas, siendo sorpresivamente reemplazado por Kurt Angle. En TLC, The Shield junto con Angle derrotaron a The Miz, Cesaro, Sheamus, Kane y Braun Strowman.
El 6 de noviembre en Raw, Rollins y Ambrose fueron derrotados por Cesaro & Sheamus, perdiendo los títulos gracias a la interferencia de The New Day. El 13 de noviembre en Raw, Reigns regresó junto a Ambrose y Rollins, donde confrontaron a Stephanie McMahon por sus acciones con Angle. Gracias a Angle, se pactó una lucha entre The Shield contra The New Day en Survivor Series. En Survivor Series, derrotaron a The New Day. El 20 de noviembre en Raw, Reigns derrotó a The Miz, ganando el Campeonato Intercontinental, donde celebró con Ambrose y Rollins.
El 18 de diciembre en Raw, Ambrose y Rollins se presentaron con sus clásicos atuendos, formando equipo con Jason Jordan para luego ser derrotados por Samoa Joe y Cesaro & Sheamus.
Tras esto, The Shield permaneció inactivo debido a la lesión de codo de Ambrose en dicha lucha, y a la par; las defensas titulares de Reigns como Campeón Intercontinental y de Seth Rollins como Campeón en Parejas con Jason Jordan confirmaron esto.

#### 2018
El 20 de agosto de 2018 en Raw, Ambrose y Rollins reorganizaron al equipo para ayudar a Roman Reigns, quien estaba siendo víctima del canjeo de contrato de Money in the Bank a manos de Braun Strowman por el Campeonato Universal. Tras dominar la situación, los tres aplicó su característico Triple Powerbomb sobre la mesa de comentarios en inglés. En los siguientes semanas, el stable comenzaría una intensa rivalidad con Strowman, quien estaría acompañado por Dolph Ziggler y Drew McIntyre.
En Hell in a Cell, Ambrose y Rollins fueron derrotados por Ziggler y McIntyre en un intento por los Campeonatos en Parejas de Raw. Asimismo, Reigns y Strowman terminaron sin resultado debido a la interferencia de Brock Lesnar. Tras esto, se pactó una lucha entre The Shield frente a Strowman, Ziggler y McIntyre. En Super Show-Down, derrotaron a Strowman, Ziggler y McIntyre. El 15 de octubre en Raw, nuevamente vencieron a Strowman, Ziggler y McIntyre después de que este último accidentalmente le aplicara un Claymore a Strowman. De esta forma, finalizaron con su rivalidad en equipos. 
El 22 de octubre en Raw, el equipo se disolvió cuando Roman Reigns anunció que dejaría el Campeonato Universal en calidad de vacante debido a su problema con la leucemia y se tomaría un tiempo fuera de WWE. Esa misma noche, Ambrose y Rollins derrotaron a Ziggler y McIntyre, ganando por segunda vez el Campeonato en Parejas de Raw. Tras esto, Ambrose atacó sorpresivamente a Rollins, cambiando a heel. De esta forma, se confirmó la disolución de The Shield. El 12 de noviembre de 2018, en Raw, Ambrose sorpresivamente quemó el chaleco, al aparecerse en pantalla mientras Rollins platicaba, confirmando que ya no sería parte de The Shield y que el equipo ya no volvería a luchar.

#### 2019
El 25 de febrero de 2019 episodio de Raw, Reigns regresó de su leucemia y se reunió con Rollins. Más tarde esa noche, ayudarían a Ambrose en un ataque de Elias, Bobby Lashley, Drew McIntyre y Baron Corbin. La semana siguiente, ayudaron a Ambrose de otro ataque de los cuatro, después de lo cual los tres realizaron su postura de firma, reuniendo oficialmente al grupo por tercera vez. El 10 de marzo en Fastlane, The Shield derrotó a Mclntyre, Lashley y Corbin en un six-man tag team match, finalmente el 21 de abril en The Shield's Final Chapter el grupo derrotó nuevamente a Mclntyre, Lashley y Corbin en un six-man tag team match, marcando así la última lucha de Ambrose en WWE y el final definitivo de The Shield.

## Legado

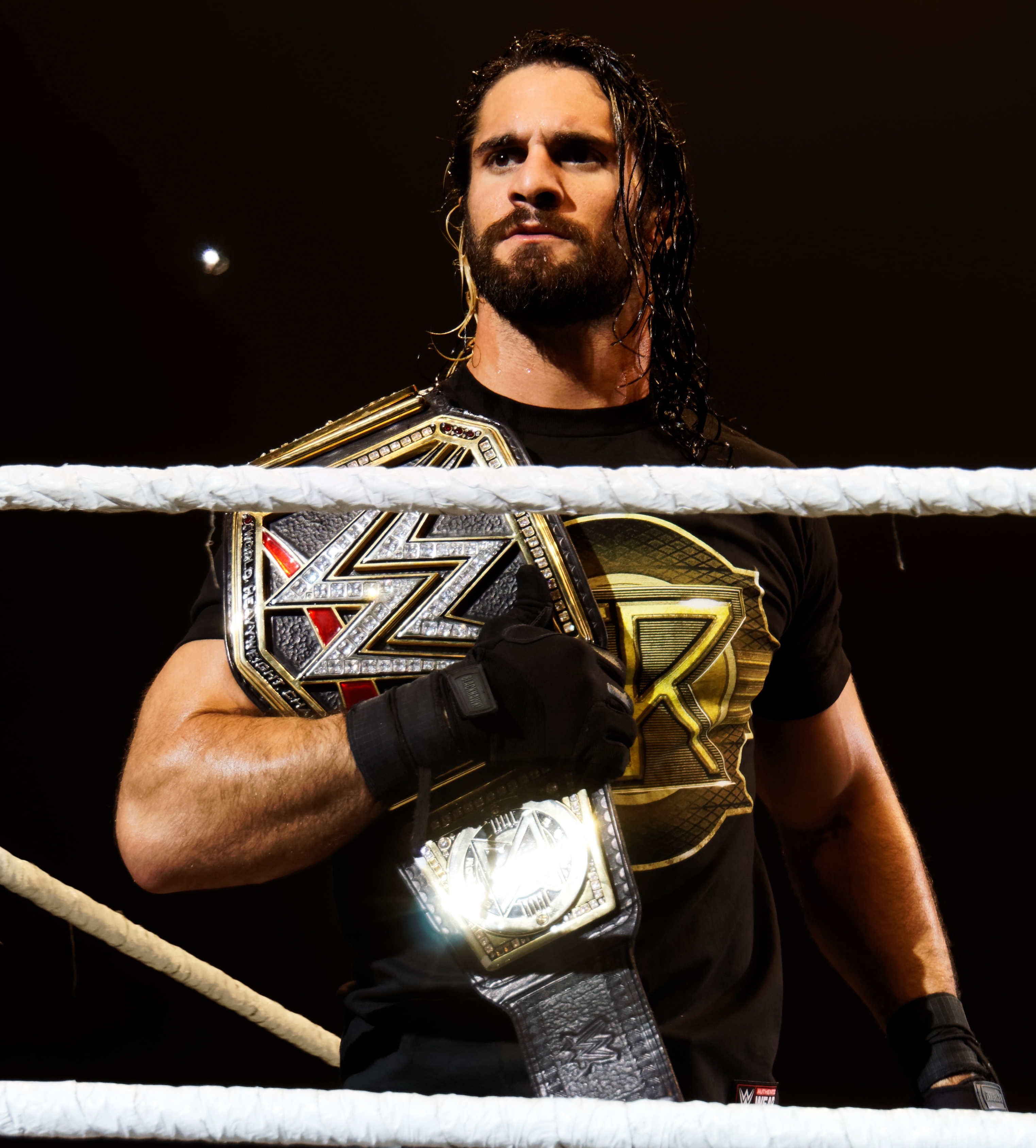
Seth Rollins como Campeón Mundial.

En Money in the Bank, Rollins había ganado el maletín que le permitía una lucha por el máximo título de WWE. Para ese instante, Rollins y Ambrose establecieron una fuerte rivalidad mientras que Reigns fue en busca del Campeonato Mundial Peso Pesado de la WWE.

En Payback, Rollins se enfrentó a Reigns, Ambrose y Orton por el Campeonato Mundial Pesado de WWE. Tan solo por esa noche, los tres exmiembros de The Shield le aplicaron su Triple Powerbomb a Orton pero luego, se volvieron a atacar entre ellos. Después de esto, prosiguió la rivalidad entre Seth Rollins y Dean Ambrose, mientras que, Roman Reigns (quien estaba de lado de Ambrose) comenzó un feudo con Bray Wyatt.

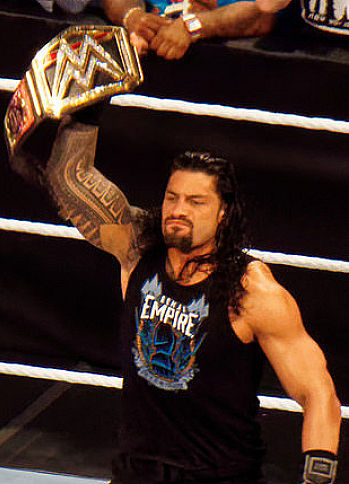
Roman Reigns como Campeón Mundial.

 En SummerSlam, Reigns y Ambrose compitieron como equipo y por otra parte, Rollins ganó el Campeonato de los Estados Unidos al derrotar a John Cena y; hacia Night of Champions, Rollins tuvo una doble rivalidad: con John Cena por el Campeonato de los Estados Unidos y, Sting por el Campeonato Mundial Pesado de WWE. Para Survivor Series, Rollins se había lesionado de la rodilla por lo que tuvo que dejar vacante dicho campeonato. Se había establecido un torneo por el vacante título donde casualmente, Reigns y Ambrose fueron los finalistas, siendo el ganador Reigns. Después de haber perdido el título, Reigns había comenzado una dura rivalidad con Sheamus y Triple H, habiendo ganado el máximo título en dos ocasiones, Ambrose había ganado el Campeonato Intercontinental y Rollins seguía lesionado pero también había ganado el Slammy Award como el Luchador del año.

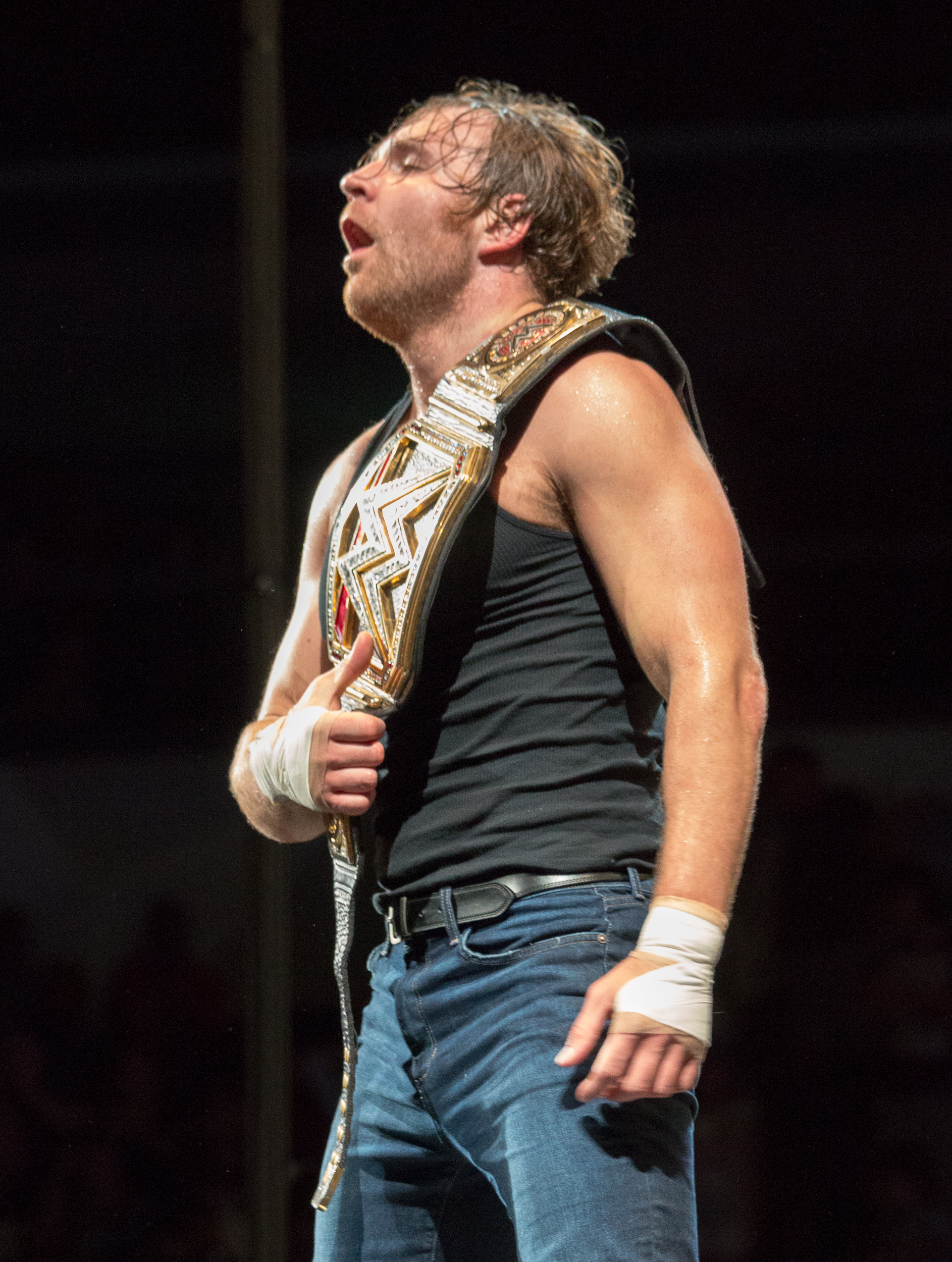
Dean Ambrose como Campeón Mundial.

 En 2016 en Fastlane, Reigns y Ambrose se enfrentaron contras Brock Lesnar, siendo el ganador Reigns. En WrestleMania 32, Reigns había ganado por tercera vez el Campeonato Mundial Pesado de WWE. Tras esto, Ambrose comenzó otra rivalidad, esta vez con Chris Jericho mientras que; Reigns estuvo en una rivalidad con AJ Styles la cual, finalizó en Extreme Rules, donde Reigns derrotó a Styles pero a la vez, Seth Rollins hizo su regreso atacando a Roman. En Money in the Bank, Rollins derrotó a Reigns y ganó por segunda vez el Campeonato Mundial Pesado de WWE pero antes de esto, Ambrose había ganado el maletín de Money in the Bank por lo que en esa misma noche, Ambrose atacó a Rollins y validó su contrato, derrotándolo y ganando el Campeonato Mundial. Esa noche los tres miembros del grupo ostentaron el Campeonato Mundial Pesado de WWE.
El 19 de julio en SmackDown, Rollins fue el primer luchador enviado a Raw como parte del Draft. Seguido de esto, Ambrose fue el primero para SmackDown y; Reigns terminó siendo para Raw. En Battleground, los tres exmiembros de The Shield se habían enfrentado, esta vez por el Campeonato Mundial Pesado de WWE, siendo Ambrose el ganador. Tras esto, Rollins y Reigns se quedaron en Raw y, Ambrose en SmackDown. El 19 de septiembre en Raw, Rollins salvó a Reigns de ser atacado por Kevin Owens y Rusev. El 14 de noviembre en Raw, Rollins y Reigns se aliaron atacando a AJ Styles, aplicándole un double powerbomb hacia fuera del ring sobre todos los luchadores del Team SmackDown. En Survivor Series, Ambrose traicionó al Team SmackDown al atacar al capitán de SmackDown, AJ Styles, siendo detenido por la seguridad del lugar. Pero Roman y Seth ayudaron a Ambrose a escapar del equipo seguridad, para luego aplicar una Triple powerbomb a Styles sobre la mesa de comentaristas. El 12 de diciembre en Raw, Rollins y Reigns se unieron para enfrentarse a Kevin Owens, Chris Jericho y The New Day por los Campeonatos en Parejas de Raw pero fueron derrotados por The New Day. Las siguientes semanas, se mostró una nueva alianza entre Rollins y Reigns.
Tras bastidores en Tribute to the Troops, Rollins, Ambrose y Reigns se reunieron por una sola noche para interferir la discusión entre The New Day y The Club, sobre quién era el mejor equipo de lucha libre profesional en el mundo.
En 2017, después del Superstar Shake Up de WWE, Ambrose fue enviado a Raw mientras que Rollins y Reigns continuaron siendo parte de Raw.
En enero de 2022, Rollins se involucró en la rivalidad entre Reigns con Adam Pearce, donde se puso como retador al Campeonato Universal. En Royal Rumble, Rollins se presentó en la lucha con su atuendo de The Shield para enfadar a Reigns, aunque ganó dicha lucha por descalificación.

## En lucha
- Movimientos finales en equipo

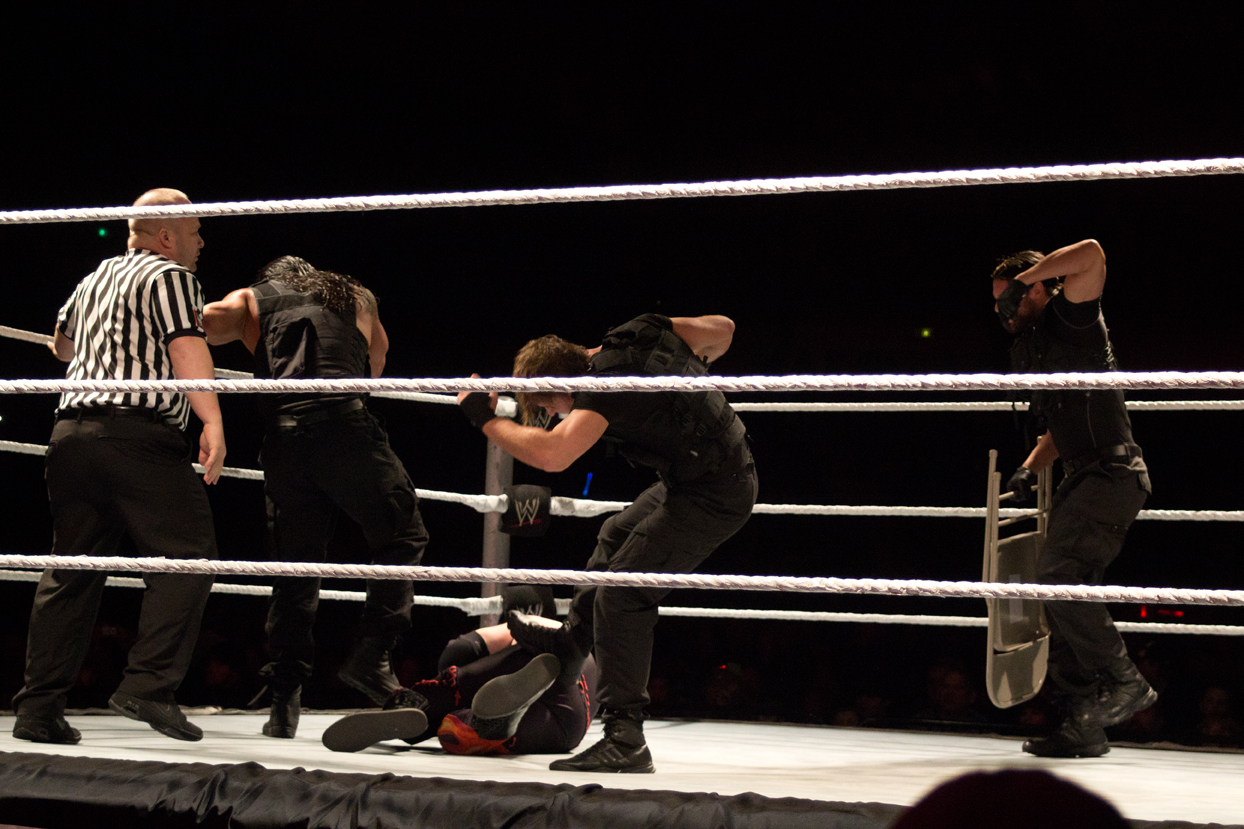
The Shield atacando a Kane.

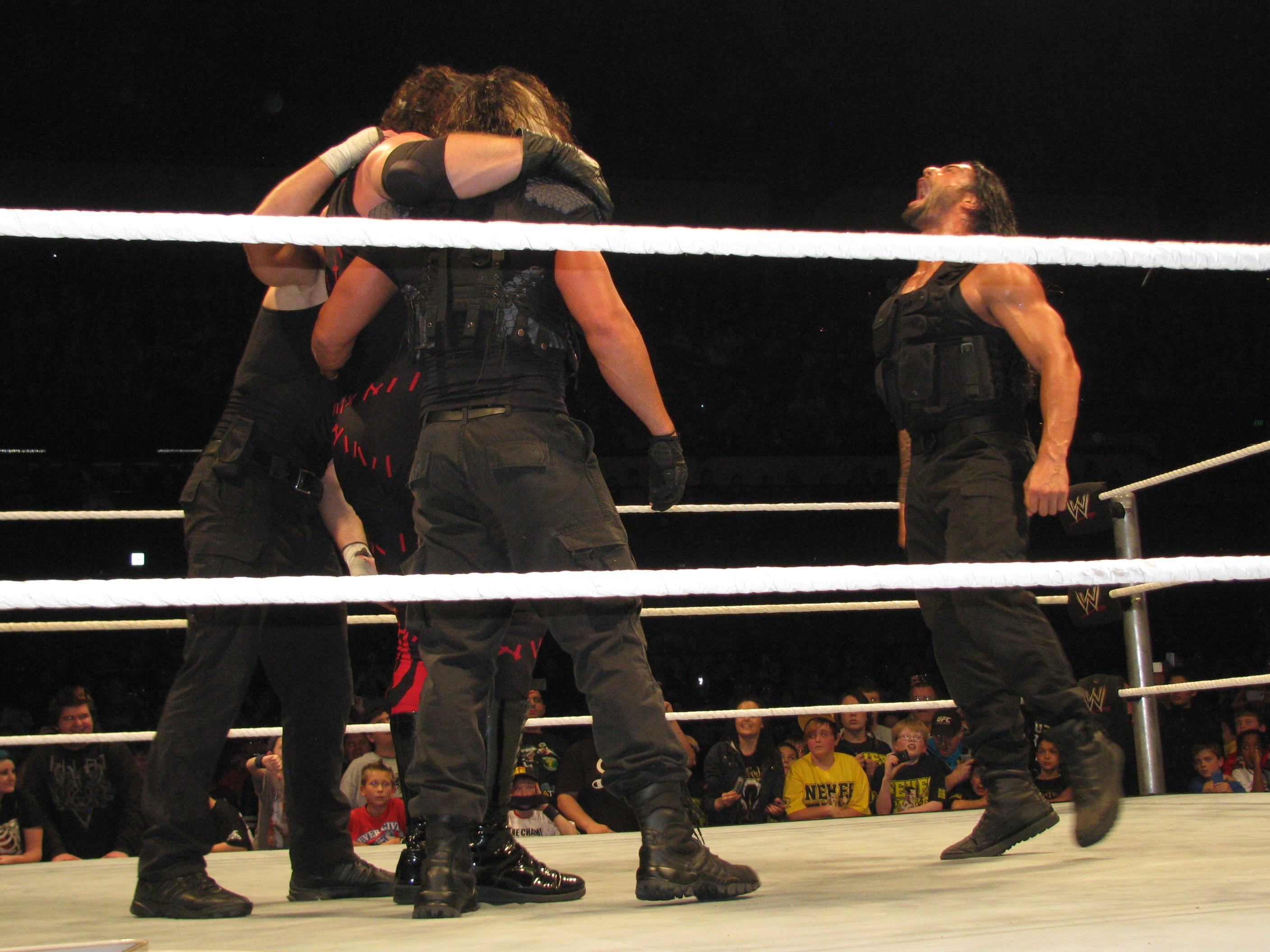
The Shield preparándose para aplicarle a Kane un Triple Powerbomb.

  - Triple powerbomb, a veces a través de una mesa[131]
  - Combinación de backbreaker rack (Reigns) / Diving knee drop (Rollins)[132]
  - Turnbuckle powerbomb (Rollins) seguido por un spear (Reigns)
  - Double powerbomb (Reigns y Ambrose o Rollins)
  - King's Landing / Ripcord Knee (Wristlock seguido de un short-arm High Knee) (Rollins) seguido de Dirty Deeds[133] (Headlock driver)[134][135] (Ambrose)

- Movimientos de firma en equipo
  - Combinación de bow and arrow stretch (Ambrose) / Diving knee drop (Rollins)[136]
  - Running front dropkick (Ambrose) a un oponente contra las cuerdas seguido de un running single leg dropkick (Rollins)
  - Irish whip de Reigns sobre Rollins para que aplique un forearm smash a un oponente arrinconado, seguido de leaping clothesline de Reigns[137]
  - Wishbone split[137]

- Movimientos finales de Ambrose
  - Dirty Deeds[133] (Headlock driver)[134][135]

- Movimientos finales de Rollins
  - Black Out / Peace of Mind[138][139] (Running pushing stomp a la cabeza o espalda de un oponente levantándose)[140]
  - Ripcord Knee (Wristlock seguido de un short-arm High Knee) – 2017–presente
  - Diving o springboard high knee[141]

- Movimientos finales de Reigns
  - Spear[142]

- Apodos
  - "The Hounds of Justice"[10]

## Campeonatos y logros
- WWE
  - WWE Championship[a] (3 veces) - Reigns (1),Rollins (1) y Ambrose (1)
  - WWE Universal Championship[b] (2 veces) - Reigns (1) y Rollins (1)
  - WWE Intercontinental Championship[c] (4 veces) - Reigns (1),Rollins (1) y Ambrose (2)
  - WWE United States Championship[d] (3 veces) - Ambrose (1), Rollins (1) y Reigns (1)
  - WWE/Raw Tag Team Championship[e] (3 veces) - Rollins & Reigns (1) y Ambrose & Rollins (2)
  - Triple Crown Championship[f]
    - (vigésimo séptimo) - Ambrose
    - (vigésimo octavo) - Reigns
    - vigésimo noveno) - Rollins

  - Grand Slam Championship[g]
    - (décimo sexto) - Ambrose
    - (décimo séptimo) - Reigns
    - (décimo noveno) - Rollins

  - Slammy Awards (5 veces)[143]
    - Breakout Star of the Year (2013)[144]
    - Faction of the Year (2013, 2014)[144][145]
    - Trending Now (Hashtag) of the Year (2013) – #BelieveInTheShield[144]
    - "What a Maneuver" of the Year (2013) – Reigns' spear[144]

  - Year-End Awards (1 vez)
    - Best Reunion (2018)[146]

- Pro Wrestling Illustrated
  - Equipo del año (2013) - Seth Rollins y Roman Reigns[147]

) Wrestling Observer Newsletter
- - Mayor progreso (2013) – Reigns[148]
  - Equipo del año (2013) – Rollins & Reigns[148]